# Copa Extremadura
La Copa Extremadura es una competición autonómica de fútbol por eliminatorias, organizada anualmente por la Federación Extremeña de Fútbol y disputada por todos los clubes de Primera División Extremeña y Segunda División Extremeña.
El club vencedor de la competición tiene derecho a disputar la siguiente edición de la Copa del Rey, siempre que no ascienda a Tercera Federación esa misma temporada.

## Historia
La idea de la creación de este tipo de competición comenzó en 2021 cuando la Federación de Fútbol de la Comunidad Valenciana creó la Copa Comunitat Mediterrànea con un formato similar a la competición creada en Extremadura.
La Federación Extremeña de Fútbol anunció la creación de la competición el 21 de julio de 2023.Ese mismo día, el CD Orellana Costa Dulce se convirtió en el primer participante del torneo anunciándolo en sus redes sociales.
El 27 de octubre de 2023 se disputaría el primer encuentro de la historia de la competición entre C. P. Chinato y C. P. Moraleja Cahersa correspondiente a la ida de la primera eliminatoria, el equipo local sería el vencedor tras ganar por 4 a 2.
Tras varios meses de competición, el 23 de junio de 2024 se disputaría en Santa Marta la primera final de la historia del torneo entre el Fútbol Playa Badajoz C. D. y el C. D. Gévora, logrando la victoria el F. P. Badajoz C. D. por 2-0 que además se clasificaría para la ronda previa de la Copa del Rey 2024-25, aunque tras no permitir la Federación la inscripción de este por problemas económicos sería el C. D. Gévora el clasificado.

## Sistema de competición

### Participantes
Esta competición está dirigida a todos los equipos de fútbol 11 que integran las categorías de Primera y Segunda División Extremeña, que podrán inscribirse de forma voluntaria. En la primera edición todos los clubes que lo deseen y cumplan con los requisitos podrán inscribirse en la competición. A partir de la temporada 2024-25 solo podrán participar los equipos que militen en la Primera División Extremeña y los 32 mejores equipos según coeficiente de la Segunda División Extremeña.

### Rondas eliminatorias
El torneo está estructurado con un total de 6 eliminatorias y la final, la primera fase es a doble partido mientras que las demás son a partido único.
Primera ronda: Participan los 43 equipos que conforman la Primera División Extremeña. Los emparejamientos serán por proximidad geográfica hasta donde sea posible. Tres equipos quedarán exentos y pasarán automáticamente a la siguiente ronda.
Segunda ronda: Participan los 20 vencedores de la primera ronda, los 3 equipos que quedaron exentos anteriormente y los 41 equipos que conforman la Segunda División Extremeña. El sorteo volverá a emparejar equipos por proximidad geográfica independientemente de la categoría de cada equipo.
Tercera ronda: Participan los 32 equipos vencedores de la anterior eliminatoria. El sorteo será completamente al azar sin tener en cuenta ningún criterio.
Cuarta ronda: Participan los 16 vencedores de la anterior eliminatoria. El sorteo será igual que en la tercera ronda.
Quinta ronda: Participan los 8 equipos que vencieron en la cuarta ronda.
Sexta ronda: Participan los 4 equipos que vencieron en los cuartos de final.
Final: Participan los dos equipos que hayan vencido en la seminales. El encuentro se disputará en una sede neutral.

### Clasificación para la Copa de Rey
El vencedor de la final se clasificará para disputar la eliminatoria previa que da acceso a la Copa del Rey, entre los 20 campeones de las categorías territoriales de toda España. Si el equipo vencedor asciende esa misma temporada a Tercera Federación será el subcampeón del torneo el equipo que juegue la Copa del Rey.

## Historial
| Edición | Campeón             | Resultado          | Subcampeón       | Sede Final                                                            | Clas. Copa Rey   | Nota(s)         |
| ------- | ------------------- | ------------------ | ---------------- | --------------------------------------------------------------------- | ---------------- | --------------- |
| 2023-24 | F. P. Badajoz C. D. | 2 - 0              | C. D. Gévora     | Estadio Municipal José María Fernández Amo, Santa Marta de los Barros | C. D. Gévora     | Primera edición |
| 2024-25 | C. D. Gévora        | 1 - 1 (4 - 2 pen.) | C. F. Campanario | Estadio Francisco de la Hera, Almendralejo                            | C. F. Campanario |                 |

Nota: pró. = Prórroga; pen. = Penaltis.

## Palmarés
En la siguiente tabla se muestran todos los clubes que han disputado alguna vez una final de Copa. Aparecen ordenados por número de títulos conquistados. A igual n.º de títulos, por n.º de subcampeonatos y si persiste la igualdad, por antigüedad de su primer título o participación.
| Equipo              | Títulos | Subcamp. | Finales | Años campeonatos |
| ------------------- | ------- | -------- | ------- | ---------------- |
| C. D. Gévora        | 1       | 1        | 2       | 2024-25          |
| F. P. Badajoz C. D. | 1       | -        | 1       | 2023-24          |
| C. F. Campanario    | -       | 1        | 1       | -                |